# Capo Washington
Capo Washington è un promontorio di 275 m di lunghezza che delimita l'estremità meridionale della baia che separa la baia di Wood e la baia Terra Nova, nella Terra Vittoria. Venne scoperto nel 1841 dal capitano della Royal Navy James Clark Ross e intitolato al capitano Washington, segretario della Royal Geographical Society dal 1836 al 1840.

## Conservazione
La banchisa di Capo Washington ospita una delle più grandi colonie di pinguini imperatore (Aptenodytes forsteri) dell'Antartide, con circa 20.000 coppie nidificanti. Circa 20 km a ovest del capo, nelle acque della Silverfish Bay si trova un importante centro di riproduzione dell'aringa antartica (Pleuragramma antarctica), specie chiave nell'ecosistema dell'oceano Antartico.
I due siti sono stati designati come Area Specialmente Protetta dell'Antartide (codice ASPA 173).